# Ōsu Kannon

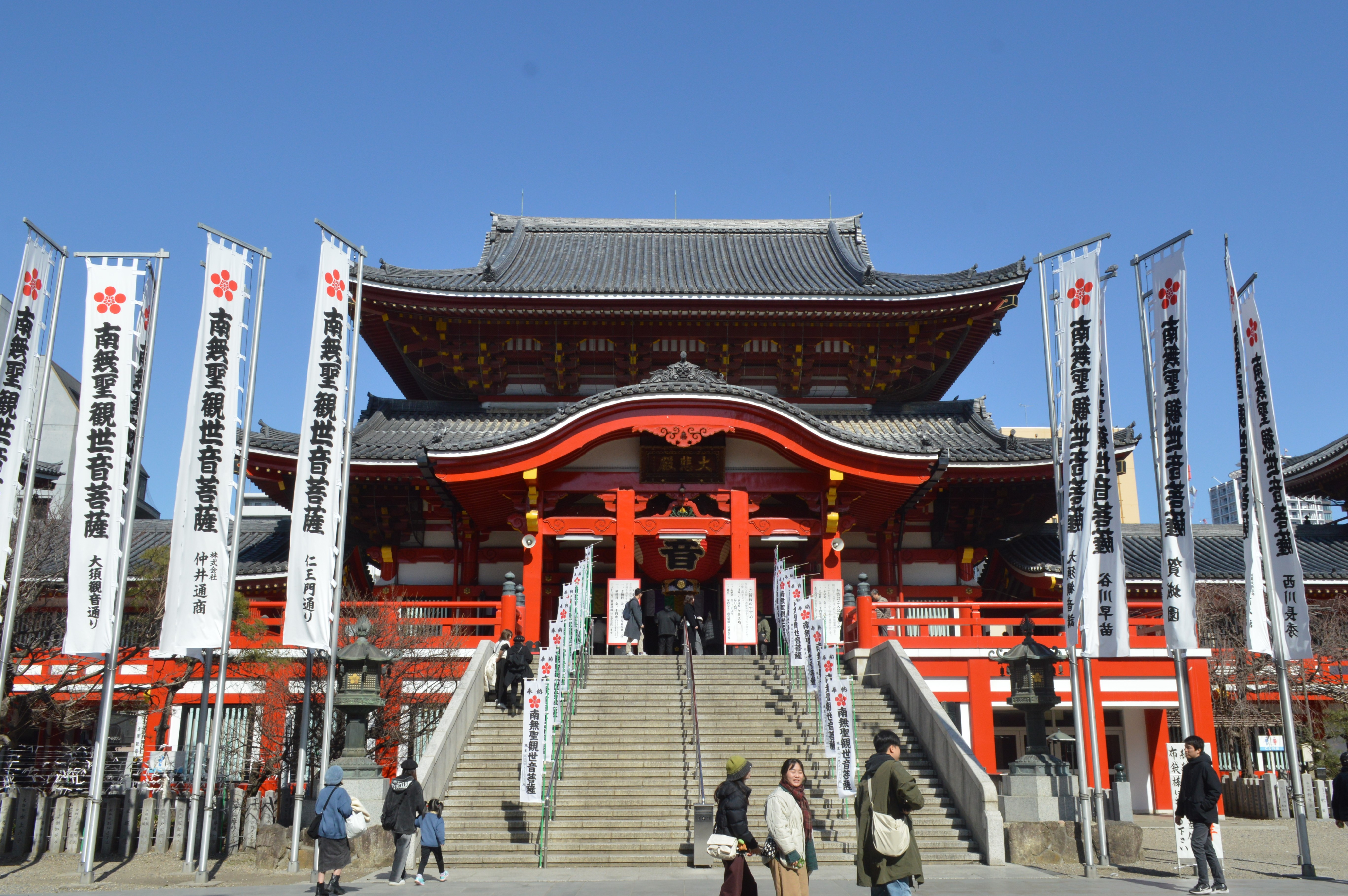
Le Ōsu Kannon, également appelé le Hōshō-in

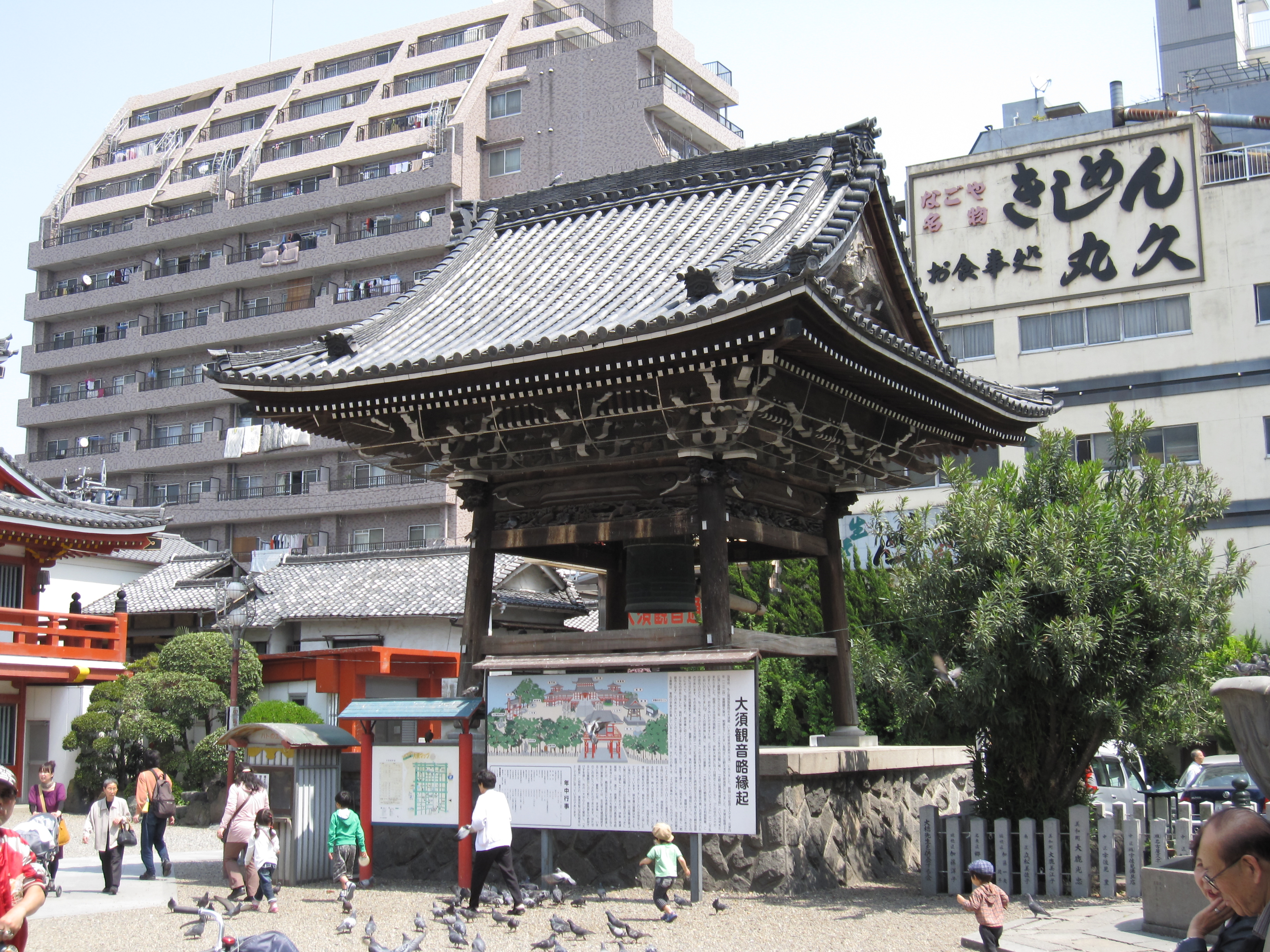
Ancien shōrō en bois

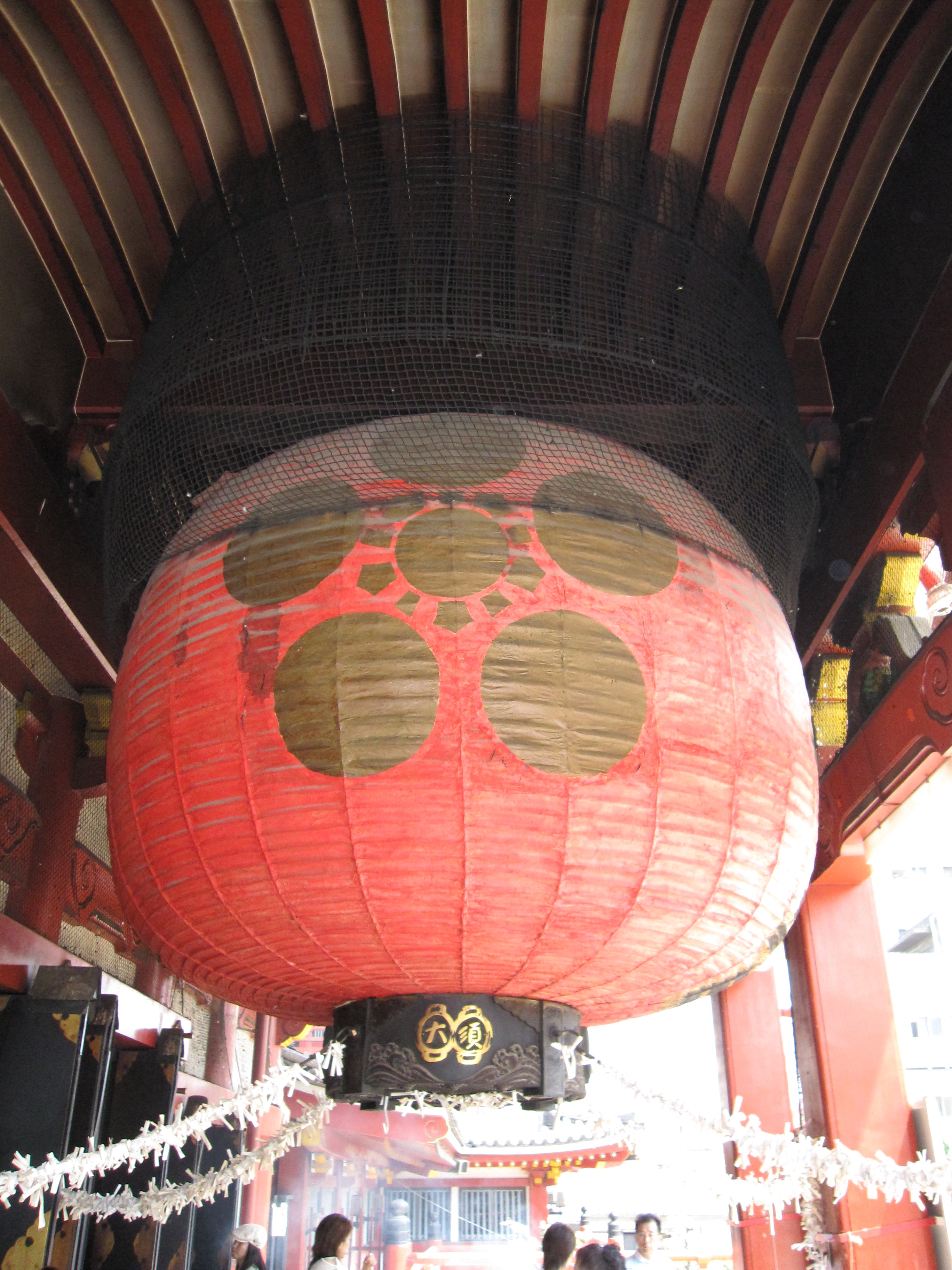
Lanterne géante en papier rouge

Le Ōsu Kannon (大須観音) est un temple du courant Shingon situé dans le quartier d'Ōsu à Nagoya au Japon. Il fait partie de la route des trente-trois Kannon d'Owari dont il est d'ailleurs la première étape.

## Histoire
Le nom officiel du temple est Kitanosan Shinpuku-ji Hōshō-in, mais il est connu sous le nom plus populaire de Ōsu Kannon.
Le temple est construit vers l'année 1333 à Ōsu-gō, village de Nagaoka dans la province d'Owari, dans ce qui est de nos jours la ville de Hashima dans la préfecture de Gifu. La construction est parrainée par l'empereur Go-Daigo, qui nommé Shōnin Nōshin comme premier prêtre en chef. Nōshin a en rêve une vision d'Avalokitesvara, le Bouddha de la Compassion, connu en japonais sous le nom de Kannon. D'où le nom Ōsu Kannon(de Ōsu-gō). En raison des inondations répétées, le temple a été déplacé à son emplacement actuel en 1612 par Tokugawa Ieyasu. Dans les années 1820, de grandes parties du temple ont été détruites par le feu, mais il est reconstruit dans les années 1970,. La salle principale a une très grande lanterne de papier rouge qui pend du plafond et où les fidèles peuvent attacher des notes en papier et de petits vœux aux fils de retenue.
Le temple actuel abrite une grande collection de livres dont environ 15 000 œuvres classiques japonaises et chinoises. Parmi celles-ci se trouve la plus ancienne copie manuscrite du célèbre Kojiki qui décrit l'ancienne histoire mythologique du Japon. La bibliothèque contient également de nombreux autres livres désignés Trésor national du Japon et bien culturel important.
Une foire de rue a lieu le 18 de chaque mois.

## Accès
La station Ōsu Kannon du métro de Nagoya est située à proximité.

## Sources
- Photos du temple
- Japan-guide.com
- Expo2005.or.jp